# Papierfabrik Josef Wirth
Die Papierfabrik Josef Wirth (auch Papier-, Pappen- und Wellpappenfabrik Josef Wirth bzw. Papiermühle Josef Wirth) war eine Papiermühle im Ortsteil Kleinlappen der Gemeinde Freimann, heute Teil von München. Die Papierfabrik wurde 1895 von Josef Wirth (1850–1913) gegründet. Kurz vor Kriegsende sollte hier die Mitgliederkartei der NSDAP vernichtet werden, was jedoch unterblieb. Stattdessen gelangten die Unterlagen zu Millionen von NSDAP-Mitgliedern in die Hände der amerikanischen Besatzungstruppen und trugen zur Bestrafung von Kriegsverbrechern und der Entnazifizierung Deutschlands bei.

## Gründer und Unternehmen
Der Gründer der Papierfabrik Josef Wirth wurde am 28. Februar 1850 in Dachau geboren. Er gründete 1895 die Josef Wirth Papier-, Pappen- und Wellpappenfabrik in Freimann. Die Fabrik befand sich auf Höhe des Gutes Kleinlappen, östlich der heutigen Freisinger Landstraße. In der Fabrik liefen anfänglich zwei Pappmaschinen, die mit der Wasserkraft des nahen Garchinger Mühlbachs angetrieben wurden. 1921 waren dort 25 Mitarbeiter beschäftigt.
Neben seiner Tätigkeit als Unternehmer war Wirth ein Förderer öffentlicher und kultureller Einrichtungen der Gemeinde Freimann. Am 3. März 1913 starb Wirth in Freimann. In Erinnerung an sein Wirken benannte die Stadt München 1964 einen Weg im Stadtteil Freimann (1931 eingemeindet) nach ihm. Am Josef-Wirth-Weg befindet sich heute eine Wohnanlage des Studentenwerks München. Auch seine Heimatstadt Dachau benannte eine Straße nach ihm.

## NSDAP-Kartei
Im Frühjahr 1945 standen die amerikanischen Truppen schon in Bayern, die Einnahme Münchens erfolgte jedoch erst am 30. April 1945. Die Papierfabrik Josef Wirth konnte mangels Versorgung mit Kohlen nicht mit voller Kapazität arbeiten, mit 40 Mitarbeitern war nur die Hälfte der Belegschaft an der Arbeit. Am 15. April 1945 kam ein Mitglied der Reichsleitung der NSDAP zum kaufmännischen Leiter der Fabrik, Hanns Huber, und beauftragte ihn mit der dringenden Vernichtung von Altpapier. Vom 18. bis 27. April 1945 kamen in der Fabrik zwanzig Lastzüge mit acht Millionen Karteikarten an, die man in Körben aus der Reichsleitung der NSDAP im Braunen Haus in München herbeigeschafft hatte. Die Zentralkartei der NSDAP enthielt das vollständige Verzeichnis der Parteimitglieder. Hanns Huber verzögerte die Vernichtung der Unterlagen bis zum Eintreffen der Amerikaner, indem er seine Arbeiter anwies, die Karteikarten unter anderem Altpapier zu verstecken.
Nach dem Eintreffen der US-Army machte Huber Michel Thomas auf die in der Fabrik noch lagernden 68 Tonnen an Nazidokumenten aufmerksam. Thomas war Mitglied des Counter Intelligence Corps der 45. Infanterie-Division und hatte an der Befreiung des Konzentrationslagers Dachau teilgenommen. Erst im Oktober 1945 wurde die Bedeutung der Unterlagen erkannt und die Dokumente gesichert, die schließlich in die Bestände des Berlin Document Center überführt wurden.
Seit 1994 befindet sich die Kartei im Bundesarchiv in Berlin-Lichterfelde. Die Umstände der gescheiterten Vernichtung der Nazikartei erscheinen in einer Erzählung von Stefan Heym.